# Alan Lomax
Alan Lomax, (Austin, 1915. január 31. – Safety Harbor, 2002. július 19.) amerikai zenetörténész. Leginkább a 20. században végzett népzenei kutatásaival vált ismertté. Amellett zenész, folklorista, levéltáros, író, tudós, politikai aktivista és filmes volt. Lomax felvételeket, koncerteket és rádióműsorokat készített az Egyesült Államokban és Angliában. Hozzájárult az 1940-es, 1950-es, és az 1960-as évek eleji amerikai és brit folkzene újjáéledések elindításához. Lomax, (előtte már apja is) gyűjtött anyagokat egyedül és másokkal is. Több ezer dalt és interjút rögzített a Library of Congress és az Archive of American Folk Song számára − amelynek ő volt az igazgatója.

## Pályafutása
Lomax filozófia szakon végzett a University of Texason, Austinban. A Library of Congress etnomuzikológusaként a verbális történelemmel foglalkozó projekteken dolgozott.
Zenei felvételeit az amerikai és a nemzetközi kultúra kincseinek tekintik. Lomax pályafutását teljes egészében a világ minden tájáról, de különösen az Amerikai Egyesült Államok déli részéről származó népzene gyűjtésének szentelte.
Lomax felvételi útjai során kulcsfontosságú interjúkat is készített, különösen olyan jelentős zenészekkel, mint Woody Guthrie, Lead Belly, Jelly Roll Morton, Jeannie Robertson és Muddy Waters.
2003-ban posztumusz Grammy Trustees Award-ot kapott életművéért.

## Albumok
- https://www.allmusic.com/artist/alan-lomax-mn0000607804#discography

## Filmek
- Lomax the Songhunter, dokumementumfilm, R.: Rogier Kappers, 2004, DVD 2007)
- American Patchwork, tévésorozat, 1990, DVD)
- Oss Oss Wee Oss, 1951
- Rhythms of Earth. 4 film (Dance & Human History, Step Style, Palm Play, and The Longest Trail) made by Lomax (1974–1984)
- The Land Where The Blues Began, expanded, thirtieth-anniversary edition of the 1979
- Ballads, Blues and Bluegrass, an Alan Lomax documentary released in 2012
- Southern Journey, 2020
- Bob Dylan filmográfia: „A Complete Unknown”, 2024)